# Fredrik Dahlström
Fredrik Dahlström (* 1. November 1971) ist ein ehemaliger schwedischer Fußballspieler. Der Stürmer bestritt über hundert Spiele in der Allsvenskan. 

## Werdegang
Dahlström debütierte in der  Spielzeit 1992 für Malmö FF. In der folgenden Spielzeit etablierte er sich unter Trainern Viggo Jensen  als Stammspieler, stand jedoch in den Spielzeiten 1994 und 1995 unter Rolf Zetterlund insbesondere im Schatten von Jörgen Pettersson und rückte zunehmend wieder ins zweite Glied. 
Anfang 1996 wechselte Dahlström innerhalb der Allsvenskan zu Djurgårdens IF. Für den Stockholmer Klub erzielte er fünf Saisontore und war damit gemeinsam mit Zoran Stojcevski vereinsintern bester Torschütze. Der Klub belegte jedoch einen Abstiegsplatz, in der zweiten Liga blieb Dahlström dem Verein treu. Dort erzielte er 14 Tore, den direkten Wiederaufstieg verpasste er mit der von Michael Andersson trainierten Mannschaft, die die Spielzeit als Tabellenzweiter hinter dem Lokalrivalen Hammarby IF beendet hatte, in der Relegation gegen Östers IF. In der Spielzeit 1998 war er im Sturmduo mit Lucas Nilsson mit 16 Saisontoren noch erfolgreicher, am Saisonende kehrte er mit dem Klub als Zweitliga-Staffelsieger auch in die Allsvenskan zurück. Dort befand sich die Mannschaft im Abstiegskampf wieder, trotz eines Trainerwechsels zu Zoran Lukić und Sören Åkeby verpasste die Mannschaft am Ende der 1999 den Klassenerhalt.
Dahlström wechselte nach dem erneuten Abstieg zu Assyriska Föreningen in die neu gegründete Superettan. Nach einem Jahr in der zweiten Liga erneut unter Trainer Rolf Zetterlund beendete er seine aktive Laufbahn.